# ハイ・ストリート
ハイ・ストリート (英語: High Street、定冠詞を付けて the High Street とも）は、特にイギリスやイギリス連邦諸国において、ある町や都市の主要な繁華街を指す換喩表現であり、しばしば具体的な街路名として固有名詞となっている。単に「ハイ・ストリート」と言うと近傍の繁華街を指すものと誤解されるおそれもあるため、非公式には、区別のために町や市の名称を冠して「（地名）ハイ・ストリート」の形で言及されることも多い。比較的小さな町の場合、この表現は、町の中心で事業所、特に小売店や、（あるとすれば）路上の屋台形式の店舗などが集積しているような街路であることを意味している。文字通りには、線状集落の形態をとることが前提とされるが、この表現は、都市的小売業集積地区 (the urban retail sector) とか、町の中心部における雇用地区 (town centre sectors of employment) などといったより厳密な概念と同様のことを意味することもあり、また、あらゆる小規模商店やサービス施設に加え、様々な社会的な意味合いを含め、より広い様々な意味合いがハイ・ストリートには盛り込まれている.
固有の街路名としての「ハイ・ストリート」は、イギリスで最もありふれた街路名であり、2009年の統計によれば、イギリスの街路名で最も多いのが「ハイ・ストリート」で 5,410カ所、これに「ステーション・ロード (Station Road)」3,811カ所、「メイン・ストリート (Main Street)」 2,702カ所が続いている。

イングランド南東部ケント州ジリンガムのハイ・ストリート。

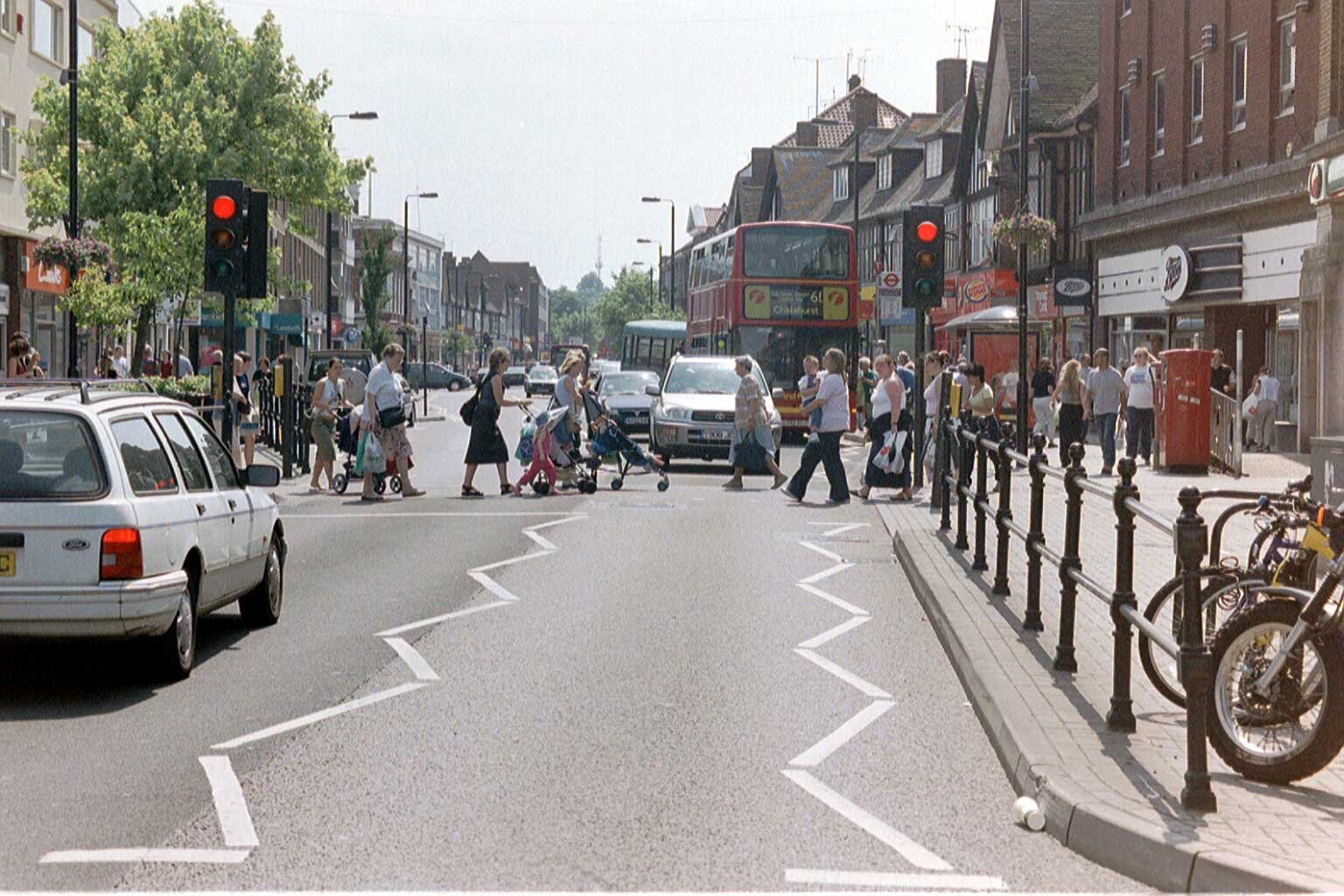
ロンドン郊外オーピントン (Orpingtonのハイ・ストリート。

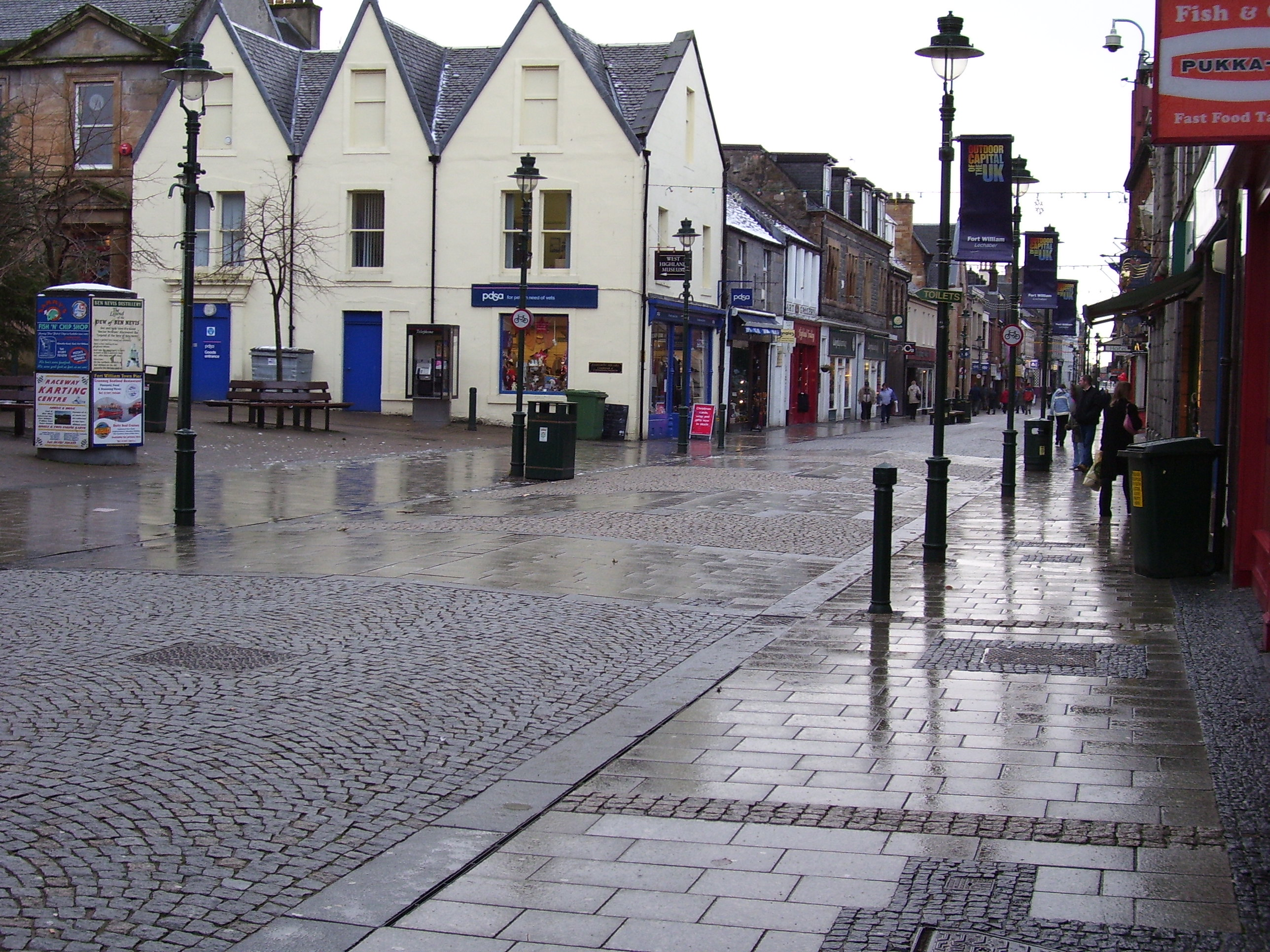
スコットランド、フォート・ウィリアムのハイ・ストリート

## 歴史
既に中英語において、「high」という単語は、比喩的に優秀さや地位の優越を意味しており、「high sheriff」、「Lord High Chancellor」（大法官）、「high society」（上流階級社会）といった表現が存在していた。「high」は、改良された道路についても用いられるようになった。
17世紀以前、「ハイ・ストリート」（ないし古英語においてこれに相当する「heahstræte」）は、後にもっぱら「ハイウェイ (highway)」によって意味されるようになった、広域的な道路のことも指していたが、その後、語義が変化して、都市なり集落内の、（特に広域的な道路の一部を成す）主だった街路のことを意味するようになった。
「ハイ・ストリート」は、徐々に意味を狭め、大きな村や町の小売店が集積する大通りを指すようになった。19世紀以降は、公共道路 (public highway) の建設が進み、「モーターウェイ (motorway)」という表現を用いる国々においては、ハイウェイという表現も日常的にはあまり使用されなくなり、『The Highway Code』におけるように、より限定された意味で、法的定義に則り、あらゆる公道を指してこの言葉を用いるようになっている。
近年のイギリスでは、産業立地や、既成市街地外へのショッピングセンターの立地など、商品やサービスの地理的集中化が進んだ結果、ハイ・ストリートにおける経済活動の重要性は相対的に後退してきている。もはやハイ・ストリートは、商業活動のごく一部を占めるものでしかない。多くのイギリスの町の中心部には、何本かの屋外型の商店街（その一部は歩行者天国化されていることもある）と、それに面した屋内型のショッピングセンターがある。

### 小規模商店の保全への動き
2006年、イギリスの庶民院では超党派による小規模商店グループ (All Party Parliamentary Small Shops Group) によって、近年のハイ・ストリートにおける動向に警鐘を鳴らす『High Street Britain 2015』という報告書が公表された。
この2006年の時点における議論は、ハイ・ストリートにおけるチェーンストアの増加によって、「クローン・タウン (clone town)」と称されるような状況が近づきつつあるとしていたが、この概念は、こうしたチェーン店の大部分や、郊外型のショッピングセンターなどの開発が、在来型の買い物行動に比べると「社交性の喪失という状態を生んでいる (creating a loss of sociability)」と主張する地理学理論家が提唱したものであった。この報告書では、「小規模商店の衰退は、人々を消費者として不利な立場に追い込むだけでなく、コミュニティの一員として不利益をもたらすことになる - 小規模商店の喪失は、コミュニティを束ね、社会を結びつける接着剤の喪失であり、イギリスにおける社会的疎外を深めることに繋がる」という見解で、グループのメンバーが一致したと述べている。

## アイルランドにおける用法
アイルランドでは、ハイ・ストリートという呼称は、さほど頻繁には使われない。ダブリンのおもな繁華街であるグラフトン・ストリート (Grafton Street) もヘンリー・ストリート (Henry Street) も、また最も大きな目抜き通りであるオコンネル・ストリート (O'Connell Street) もこの呼称とは関係ない。ダブリンにも、クライストチャーチ大聖堂の近くにハイ・ストリートという街路が存在するが、ここは繁華街ではない。ダブリンに次ぐ規模の都市であるコークの主要な繁華街はセント・パトリック・ストリート (St. Patrick's Street) であり、リムリックではダブリンと同名のオコンネル・ストリート（O'Connell Street、この街路名はダニエル・オコンネル (Daniel O'Connell を記念したもので、アイルランド各地の数多くの町にこの名の街路がある）である。
メイン・ストリート (Main Street) は、多数の小さな町や村で使われている街路名である。例えば、アイルランド陸地測量部 (Ordnance Survey Ireland, OSI) が発行している『North Leinster Town Maps』に収められた30の町の街路名を示した索引には、16カ所の「メイン・ストリート」が街路名として挙げられているが、「ハイストリート」は2カ所しかない。同様にダブリン市とダブリン県をカバーしている『OSI Dublin Street Guide』では、20カ所の「メイン・ストリート」に対し、「ハイ・ストリート」は2カ所のみである。比較的大きなアイルランドの町で繁華街の名が「ハイ・ストリート」となっているのは、キラーニーやゴールウェイなど、ごく少数である。このように固有名詞としてはあまり頻繁には使用されていないにもかかわらず、アイルランドのメディアでは、繁華街を指す普通名詞として「ハイ・ストリート」という表現がしばしば使用されている。

## 様々な用法
「ハイ・ストリート」という言葉は、より特定分野に特化した、客を選ぶ、高級品を扱う店（しばしばチェーンではない独立店）に対して、いかにも典型的なハイ・ストリートにありそうな店を指す形容する表現としても用いられる。例えば、あまり一般向きではないプライベート・バンク (private bank) や投資銀行に対する「ハイ・ストリート・バンク (High Street banks)」や、ブティックに対する「ハイ・ストリート・ショップ (High Street shops)」といった表現がある。

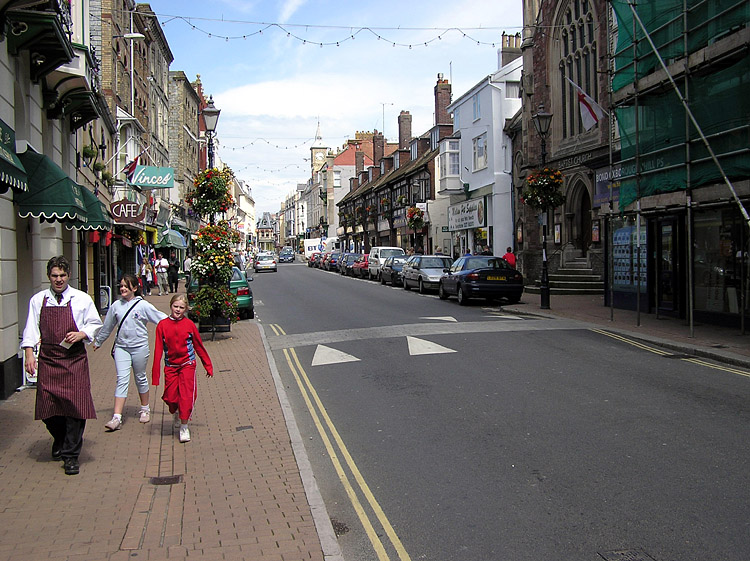
イングランド南西部デヴォン州イルファクーム (Ilfracombe) のハイ・ストリート。

「ハイ・ストリート・バンク」は、イギリスにおいてリテール・バンク (retail bank) を指す表現である。

### 同様の意味がある他の表現
ハイ・ストリートに相当する表現は、アメリカ合衆国、カナダ、アイルランド共和国では「メイン・ストリート」であり、この表現は、スコットランドの小さな町や村について、あるいは、オーストラリアの農村地域の一部でも広く用いられている。
ジャマイカやノース・イースト・イングランド、またカナダやアメリカ合衆国の一部では、主要な繁華街の街路名に「フロント・ストリート (Front Street)」が用いられることがある。
コーンウォール州や、デヴォン州の一部、さらにイングランド北部の一部では「フォア・ストリート (Fore Street)」が用いられる。
また、イギリスのいくつかの地域では「マーケット・ストリート (Market Street)」も、同様の意味で用いられるが、こちらは、街路上に市（ストリート・マーケット、street market）が立つ、あるいは過去において市が立っていた場所を意味している場合もある。
カナダでは、スペリオル湖以東では「キング・ストリート (King Street)」や「クイーン・ストリート (Queen Street)」が主要な街路であることがよくあるが、ケベック州の町では、フランス語で「メイン・ストリート」に相当する「リュ・プランシパル (rue Principale)」がしばしば使用され、また「今でもメイン・ストリートがメイン・ストリートである村 (a village where the main street is still Main Street)」が、小さな町についてしばしば語られる言い回しとなっている。
オランダ語でハイ・ストリートに相当する「ホーグストラート (Hoogstraat)」は、ブリュッセル、アムステルダム、アントウェルペン、ブルッヘ、ロッテルダムはじめ、多数の町で街路名となっている。